# Chất chủ vận hormone giải phóng gonadotropin
Chất chủ vận hormone giải phóng gonadotropin (Chất chủ vận GnRH) là một loại thuốc ảnh hưởng đến gonadotropin và hormone sinh dục. Chất này có trong các chỉ định của ngành y học hỗ trợ sinh sản với mục đích giảm nồng độ hormone sinh dục trong điều trị các bệnh ung thư nhạy cảm với hormone như ung thư tuyến tiền liệt, ung thư vú, một số bệnh phụ khoa như rong kinh và lạc nội mạc tử cung, nồng độ testosterone cao ở phụ nữ, dậy thì sớm ở trẻ em, là một phần của liệu pháp hormone chuyển giới, và để trì hoãn quá trình dậy thì ở thanh niên chuyển giới cùng với các mục đích sử dụng khác. Chất chủ vận GnRH được đưa vào cơ thể bằng cách tiêm vào mô béo, như thiết bị cấy ghép vào mô béo và dưới dạng thuốc xịt mũi.
Tác dụng phụ của chất chủ vận GnRH liên quan đến sự thiếu hụt hormone sinh dục, gồm các triệu chứng liên quan đến nồng độ testosterone thấp và nồng độ estrogen thấp như bốc hỏa, rối loạn chức năng sinh dục, teo âm đạo, teo dương vật, loãng xương, vô sinh và suy giảm các đặc điểm thể chất đặc trưng cho giới tính. Đây là các chất chủ vận của thụ thể GnRH và hoạt động bằng cách tăng hoặc giảm giải phóng gonadotropin và sản xuất hormone sinh dục của các tuyến sinh dục. Khi được sử dụng để ức chế giải phóng gonadotropin, chất chủ vận GnRH có thể làm giảm đi 95% nồng độ hormone sinh dục ở cả hai giới.
GnRH được phát hiện vào năm 1971, và các chất tương tự GnRH đã được đưa vào sử dụng y khoa vào những năm 1980. Tên chung quốc tế của chúng thường kết thúc bằng -relin. Các chất tương tự GnRH nổi tiếng và được sử dụng rộng rãi nhất là leuprorelin (biệt dược Lupron) và triptorelin (biệt dược Decapeptyl). Các chất tương tự GnRH có sẵn dưới dạng thuốc generic. Dù vậy, chúng vẫn còn rất đắt.

## Sử dụng trong y khoa
Chất chủ vận GnRH hữu ích trong:
- Ức chế sự rụng trứng tự phát thuộc một phần của quá trình tăng kích thích buồng trứng có kiểm soát, là một thành phần quan trọng trong thụ tinh trong ống nghiệm (IVF). Thông thường, sau khi các chất chủ vận GnRH gây ra trạng thái giảm estrogen, FSH ngoại sinh được sử dụng để kích thích nang noãn, tiếp theo là các gonadotropin màng đệm của người (hCG) để kích hoạt phóng noãn. Các chất chủ vận GnRH thường được sử dụng cho mục đích này là: buserelin, leuprorelin, nafarelin và triptorelin.[8]
- Kích thích trưởng thành cuối sau khi đã thực hiện quá trình tăng kích thích buồng trứng có kiểm soát. Việc sử dụng chất chủ vận GnRH cho mục đích này đòi hỏi phải sử dụng một chất đối kháng GnRH thay vì chất chủ vận GnRH để ức chế rụng trứng tự phát, bởi vì việc sử dụng chất chủ vận GnRH cho mục đích đó cũng bất hoạt trục để kích thích trưởng thành cuối.
- Điều trị các bệnh ung thư nhạy cảm với nội tiết tố và có tình trạng suy giảm sinh dục làm giảm nguy cơ tái phát. Do đó, chúng thường được sử dụng trong điều trị bệnh ung thư tuyến tiền liệt và đã được sử dụng ở những bệnh nhân bị ung thư vú.
- Trì hoãn dậy thì ở những người dậy thì sớm.
- Trì hoãn dậy thì trong khi chờ quyết định điều trị ở trẻ mắc bức bối giới.
- Điều trị các rối loạn phụ thuộc vào sản xuất estrogen ở phụ nữ. Phụ nữ bị rong kinh, lạc nội mạc tử cung, u tuyến hoặc u xơ tử cung có thể dùng thuốc chủ vận GnRH để ức chế hoạt động của buồng trứng và gây ra trạng thái giảm estrogen.
- Ức chế nồng độ hormone sinh dục ở người chuyển giới, đặc biệt là chuyển giới nữ.
- Các trường hợp nặng của chứng tăng androgen, chẳng hạn như tăng sản thượng thận bẩm sinh.
- Là một phần của liệu pháp điều trị bằng thuốc đối với các rối loạn lệch lạc tình dục ở những người phạm tội tình dục hoặc những người đàn ông có nguy cơ phạm tội tình dục cao.[9]

Phụ nữ trong độ tuổi sinh sản trải qua hóa trị độc tế bào đã được điều trị trước bằng chất chủ vận GnRH để giảm nguy cơ mất noãn trong quá trình điều trị và bảo tồn chức năng buồng trứng. Các nghiên cứu sâu hơn là cần thiết để chứng minh rằng cách tiếp cận này là hữu ích.

### Các dạng có sẵn
| Tên | Biệt dược                | Chỉ định | Đường dùng                                  | Năm ra đời | Lượt truy cập |
| --- | ------------------------ | --- | ------------------------------------------- | ---------- | ------------- |
| Azagly ‑ nafarelin | Gonazon                  | Thuốc thú y (hỗ trợ sinh sản; thiến hóa học) | Thiết bị cấy ghép; Dạng tiêm                | 2005 a     | 9.190         |
| Buserelin | Suprefact                | Ung thư vú; Tăng sản nội mạc tử cung; Lạc nội mạc tử cung; Vô sinh nữ (hỗ trợ sinh sản); Ung thư tuyến tiền liệt; U xơ tử cung                                            | Thuốc xịt mũi; Dạng tiêm; Thiết bị cấy ghép | 1984       | 253.000       |
| Deslorelin | Ovuplant; Suprelorin     | Thuốc thú y (hỗ trợ sinh sản; thiến hóa học) | Thiết bị cấy ghép; Dạng tiêm                | 1994       | 85.100        |
| Fertirelin | Ovalyse                  | Thuốc thú y (hỗ trợ sinh sản) | Dạng tiêm                                   | 1981       | 41.000        |
| Gonadorelin | Factrel; Khác            | Bìu thiếu tinh hoàn; Chậm dậy thì; Tác nhân chẩn đoán (rối loạn tuyến yên); Suy sinh dục do suy giảm gonadotropin; Thuốc thú y (hỗ trợ sinh sản)                          | Dạng tiêm; Bơm dịch truyền; Thuốc xịt mũi   | 1978       | 259.000       |
| Goserelin | Zoladex                  | Ung thư vú; Lạc nội mạc tử cung; Vô sinh nữ (hỗ trợ sinh sản); Ung thư tuyến tiền liệt; Các bệnh lý tử cung (Tác nhân làm mỏng nội mạc); U xơ tử cung; Xuất huyết tử cung | Thiết bị cấy ghép                           | 1989       | 400.000       |
| Histrelin | Vantas; Supprelin LA     | Dậy thì sớm; Ung thư tuyến tiền liệt | Thiết bị cấy ghép                           | 1993       | 283.000       |
| Lecirelin | Dalmarelin               | Thuốc thú y (hỗ trợ sinh sản) | Dạng tiêm                                   | 2000 a     | 19.700        |
| Leuprorelin | Lupron; Eligard; Procren | Ung thư vú; Lạc nội mạc tử cung; Rong kinh; Dậy thì sớm; Ung thư tuyến tiền liệt; U xơ tử cung                                                                            | Dạng tiêm; Thiết bị cấy ghép                | 1985       | 536.000       |
| Nafarelin | Synarel                  | Dậy thì sớm; Lạc nội mạc tử cung | Thuốc xịt mũi                               | 1990       | 117.000       |
| Peforelin | Maprelin                 | Thuốc thú y (hỗ trợ sinh sản) | Dạng tiêm                                   | 2001 a     | 3.240         |
| Triptorelin | Decapeptyl               | Ung thư vú; Lạc nội mạc tử cung; Vô sinh nữ (hỗ trợ sinh sản); Lệch lạc tình dục; Dậy thì sớm; Ung thư tuyến tiền liệt; U xơ tử cung                                      | Dạng tiêm                                   | 1986       | 302.000       |
| Ghi chú: Lượt truy cập = Lượt truy cập Google Tìm kiếm (tính đến tháng 2 năm 2018). Chú thích: a = Ra mắt vào năm nay. |                          | |                                             |            |               |

Các chất chủ vận GnRH đã được bán trên thị trường và có sẵn cho mục đích sử dụng y khoa bao gồm buserelin, gonadorelin, goserelin, histrelin, leuprorelin, nafarelin và triptorelin. Các chất chủ vận GnRH được sử dụng hầu hết hoặc chỉ trong y học thú y bao gồm deslorelin và ịrelin. Các chất chủ vận GnRH có thể được sử dụng bằng cách tiêm, bằng thiết bị cấy ghép, hoặc qua đường mũi dưới dạng xịt mũi. Thuốc tiêm đã được bào chế để sử dụng hàng ngày, hàng tháng và hàng quý, và các thiết bị cấy ghép hiện có có thể kéo dài từ một tháng đến một năm. Ngoại trừ gonadorelin là một progonadotropin, thì tất cả các chất chủ vận GnRH khác đã được phê duyệt đều được sử dụng là antigonadotropin.
Các chất chủ vận GnRH gây giảm nhạy cảm được sử dụng trên lâm sàng hiện có với các dạng thuốc sau:
- Thuốc tiêm tác dụng ngắn (một lần mỗi ngày): buserelin, histrelin, leuprorelin, triptorelin
- Thuốc tiêm dự trữ tác dụng kéo dài hoặc thuốc tiêm pellet (một đến sáu tháng một lần): leuprorelin, triptorelin
- Thiết bị cấy ghép dạng tiêm (cứ một đến ba tháng một lần): buserelin, goserelin, leuprorelin
- Pellet được cấy ghép bằng phẫu thuật (mỗi năm một lần): histrelin, leuprorelin
- Xịt mũi (hai đến ba lần mỗi ngày): buserelin, nafarelin

## Chống chỉ định
Các chất chủ vận GnRH là các thuốc mang thai loại X.

## Tác dụng phụ
Tác dụng phụ của thuốc chủ vận GnRH là các dấu hiệu và triệu chứng của chứng giảm tiết estrogen, bao gồm bốc hỏa, đau đầu và loãng xương. Ở những bệnh nhân điều trị lâu dài, có thể cung cấp lại một lượng nhỏ estrogen ("phác đồ bổ trợ add-back") để chống lại các tác dụng phụ như vậy và ngăn ngừa sự mất xương. Nói chung, bệnh nhân điều trị dài hạn, cả nam và nữ, thường trải qua quá trình quét DEXA hàng năm để đánh giá mật độ xương.
Cũng có báo cáo cho thấy rằng chất chủ vận GnRH được sử dụng trong điều trị ung thư tuyến tiền liệt giai đoạn cuối có thể làm tăng thêm 30% nguy cơ mắc các vấn đề về tim.

## Dược lý
Chất chủ vận GnRH hoạt động là chất chủ vận của thụ thể GnRH, đích sinh học của hormone giải phóng gonadotropin (GnRH). Những loại thuốc này có thể là cả peptid và phân tử nhỏ. Chúng được mô phỏng sau khi hormone thần kinh GnRH của vùng dưới đồi, tương tác với thụ thể GnRH để tạo ra đáp ứng sinh học, giải phóng hormone tuyến yên gồm hormone kích thích nang trứng (FSH) và hormone tạo hoàng thể (LH). Tuy nhiên, sau đáp ứng "bùng nổ" ban đầu, tiếp tục kích thích bằng các chất chủ vận GnRH sẽ làm tuyến yên giảm nhạy cảm (bằng cách gây ra sự điều hòa xuống thụ thể GnRH) thành GnRH. Việc giảm nhạy cảm của tuyến yên làm giảm sự bài tiết LH và FSH và do đó gây ra trạng thái 'không rụng trứng suy tuyến sinh dục do suy giảm gonadotropin', đôi khi được gọi là "mãn kinh giả" hoặc "cắt buồng trứng bằng thuốc". Các chất chủ vận GnRH có thể ngăn chặn hoàn toàn quá trình sản xuất testosterone của tuyến sinh dục và do đó giảm đi 95% nồng độ testosterone tuần hoàn.
Các chất chủ vận rời khỏi thụ thể GnRH chậm. Điều này dẫn đến, ban đầu có sự gia tăng tiết FSH và LH (cái gọi là "hiệu ứng bùng nổ"). Nồng độ LH có thể tăng thêm lên đến 10 lần, trong khi nồng độ testosterone thường tăng lên 140 đến 200% so với giá trị ban đầu. Tuy nhiên, sau khi dùng thuốc liên tục, tác dụng suy giảm tuyến sinh dục mạnh (tức là giảm FSH và LH) thông qua sự điều hòa xuống thụ thể bằng cách nhập bào thụ thể.  Nói chung, suy sinh dục có thể hồi phục này là mục tiêu điều trị. Trong giai đoạn bùng nổ, nồng độ cao nhất của testosterone xảy ra sau 2 đến 4 ngày, nồng độ testosterone trở lại ban đầu sau 7 đến 8 ngày, và nồng độ testosterone thiến đạt được sau 2 đến 4 tuần.   Sau khi ngừng sử dụng chất chủ vận GnRH ngoại sinh, cần 5 đến 8 ngày để sự bài tiết gonadotropin bình thường được phục hồi hoàn toàn.
Nhiều loại thuốc khác nhau có thể được sử dụng để ngăn chặn sự bùng nổ testosterone và/hoặc ảnh hưởng của nó khi khởi trị bằng chất chủ vận GnRH. Gồm
1. Antigonadotropin: progestogen (cyproterone axetat; chlormadinone axetat) và estrogen (diethylstilbestrol, fosfestrol (diethylstilbestrol diphosphate), và estramustine phosphate)
2. Antiandrogen: antiandrogen không steroid (flutamide, nilutamide và bicalutamide)
3. Các chất ức chế tổng hợp androgen như ketoconazole và abiraterone axetat.[21][22][23][24]

## Hóa học
Các chất chủ vận GnRH được mô phỏng tổng hợp sau khi decapeptit tự nhiên GnRH với các biến đổi cụ thể, thường là các thay thế kép và đoạn đơn, cụ thể thường ở vị trí 6 (thay thế amino acid), 9 (alkyl hóa) và 10 (loại bỏ). Các chất thay thế này ức chế sự giáng hóa nhanh. Các chất chủ vận có sự thay thế kép gồm: leuprorelin, buserelin, histrelin, goserelin và deslorelin. Nafarelin và triptorelin là các chất chủ vận có sự thay thế đơn ở vị trí 6.

Buserelin
Deslorelin
Fertirelin
Gonadorelin (GnRH)
Goserelin
Histrelin
Leuprorelin
Nafarelin
Triptorelin

## Sử dụng trong thú y
Các chất tương tự GnRH cũng được sử dụng trong thú y:
- Ức chế tạm thời khả năng sinh sản ở chó cái
- Kích thích rụng trứng ở ngựa cái